# Петр Татічек
Петр Татічек (чеськ. Petr Tatíček, 22 вересня 1983, Раковник) — чеський хокеїст, нападник.

## Кар'єра
Петр Татічек почав свою кар'єру в складі команди «Кладно» (чеський перший дивізіон), де працював помічником головного тренера його батько, Петро Татічек старший. Татічек-молодший грав наприкінці 1990-х за команди клубу U-18 та U-20, перш ніж дебютував в чеській Екстралізі в сезоні 1999/2000 років. Влітку 2001 року він переїхав до Північної Америки, де виступав в Хокейній лізі Онтаріо за клуб «Су Сейнт Мері Грейхаунд». У драфті НХЛ 2002 року, він був обраний в першому раунді під дев'ятим номером клубом «Флорида Пантерс». Але Татічек залишився ще на один рік у ОХЛ, в період з 2003 по 2006 роки він виступав за різні фарм-клуби в Американській хокейній лізі. У сезоні 2005/06 років, чеський нападник дебютував у Національній хокейній лізі в складі «пантер», але провівши три матчі був відправлений в клуб «Х'юстон Аерос». Пізніше, в НХЛ права на Петра Татічека перейшли до клубу «Піттсбург Пінгвінс», але все одно виступав за фарм-клуб «Віклс-Беррі/Скрентон Пінгвінс».
В сезоні 2006/07 років відіграв один матч в «Герші Берс», потім десять матчів у складі свого рідного клубу ХК «Кладно» та зрештою підписав контракт з швейцарським клубом ХК «Давос», за який він грав до 2013 року. В складі ХК «Давос» став тричі чемпіоном Швейцарії: 2007, 2009 та 2011 роках.
З сезону 2014/15 по 2019/20 виступав за ЕРК Інгольштадт (Німецька хокейна ліга) після чого завершив кар'єру.